# محلل الإشارة المتجهة

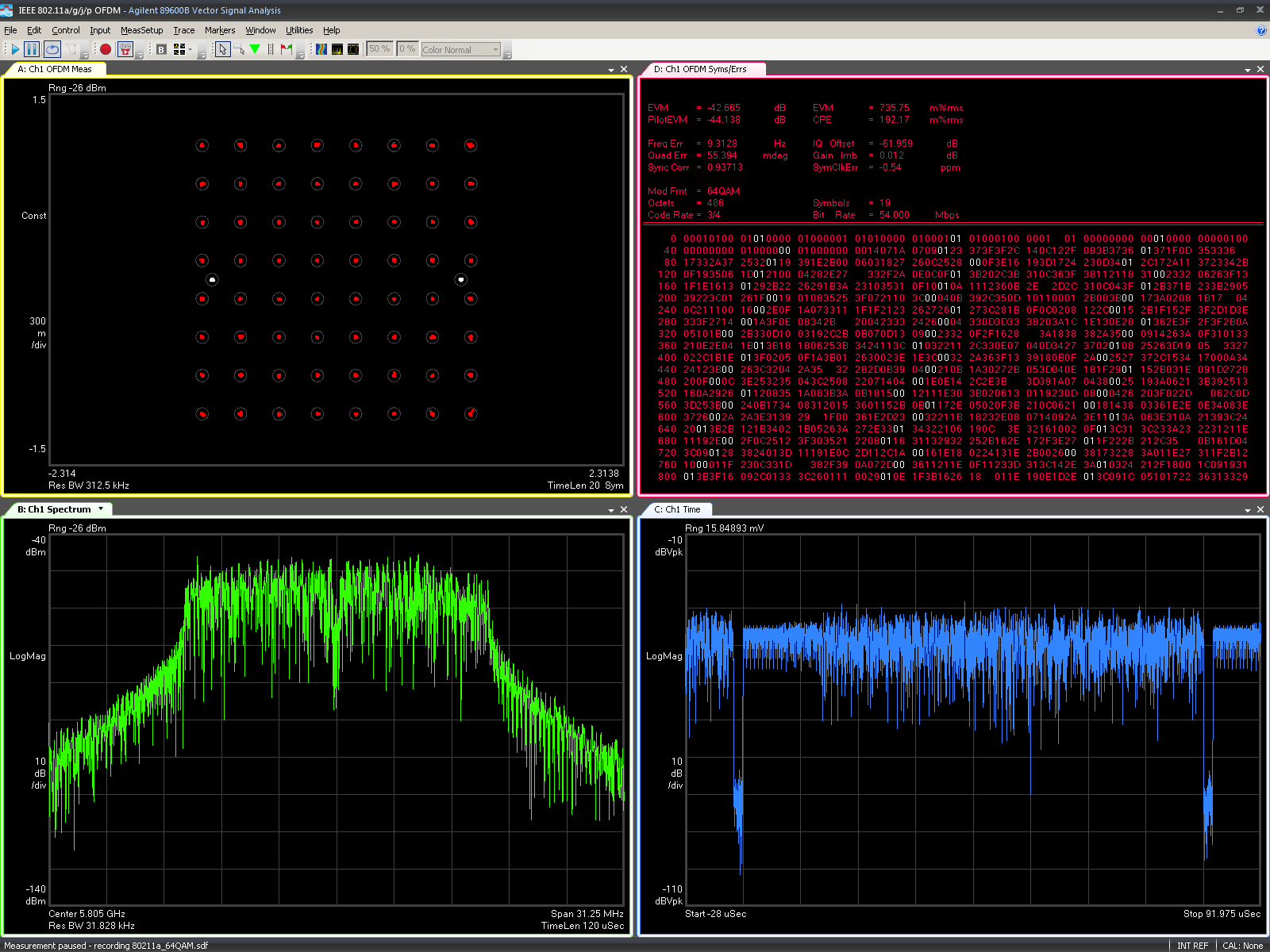
عرض محلل الإشارة المتجهة يحتوي على مخطط الكوكبة، بيانات خطأ إلغاء التضمين، طيف الإشارة، والإشارة المقاسة في الوقت الحقيقي.

محلل الإشارة المتجهة (بالإنجليزية: Vector signal analyzer) هو أداة تقيس السعة والطور لإشارة الإدخال عند تردد واحد ضمن نطاق التردد المتوسط للجهاز. الاستخدام الأساسي هو إجراء قياسات داخل القناة، مثل مقدار خطأ المتجه، القدرة في مجال الترميز، وتسطيح الطيف على إشارات معروفة.
محللات الإشارة الاتجاهية مفيدة في قياس وفك تعديل الإشارات الرقمية مثل تطور طويل الأمد وشبكة محلية لاسلكية. تُستخدم هذه القياسات لتحديد جودة التعديل ويمكن استخدامها للتحقق من صحة التصميم واختبار التوافق للأجهزة الإلكترونية.

## التشغيل

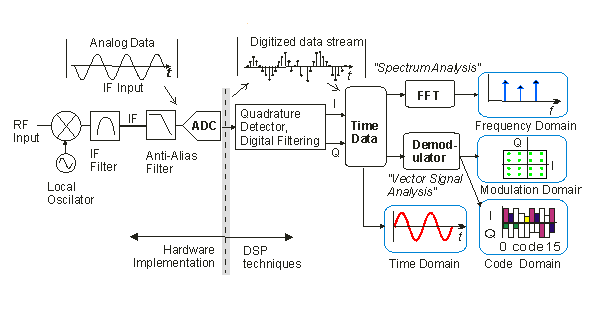
مخطط كتلة لمحلل الإشارة المتجهة يحتوي على مرحلة التحويل إلى تردد منخفض، ومرحلة التحويل الرقمي، ومرحلة معالجة رقمية للإشارة والعرض.

عادةً ما تتضمن عملية تحليل الطيف في محلل الإشارة الاتجاهي مرحلة التحويل إلى تردد أقل والرقمية، ومرحلة المعالجة الرقمية للإشارات معالجة رقمية للإشارة والعرض.

### مرحلة التحويل إلى تردد أقل والرقمية
يعمل محلل الإشارة المتجهة من خلال تحويل تردد طيف الإشارة إلى تردد أدنى باستخدام تقنيات مستقبل تغاير فوقي. حيث يُخفض جزء من طيف الإشارة الداخلة باستخدام مُذبذب يتحكم فيه الجهد ومِخلّط إلى التردد المركزي لمرشح تمرير نطاقي. ويسمح استخدام المُذبذب الذي يتحكم فيه الجهد بإجراء القياسات على إشارات حاملة ذات ترددات مختلفة.
بعد تحويل الإشارة إلى تردد وسيط، يتم تمريرها عبر مرشح لتحديد نطاق التردد ومنع حدوث ظاهرة الالتباس استرداف ، بعدها تُحوَّل الإشارة إلى الشكل الرقمي باستخدام محول تناظري إلى رقمي. وغالبًا ما يتم تعدل العينة بما يتناسب مع نطاق التردد قيد الدراسة.

### مرحلة المعالجة الرقمية للإشارات والعرض
بمجرد رقمية الإشارة، يتم فصلها إلى طور موجة والمركبات المتزامنة بيانات I/Q باستخدام كاشف التربيع، والذي يُنفذ عادةً [بحاجة لمصدر] بتحويل هيلبرت المنفصل. تُجرى عدة قياسات ويتم عرضها باستخدام هذه المركبات الإشارية وعمليات المعالجة الرقمية للإشارات المختلفة، مثل العمليات الموضحة أدناه.